# Sektorowy Program Operacyjny Rozwój Zasobów Ludzkich
Sektorowy Program Operacyjny Rozwoju Zasobów Ludzkich (SPO RZL) jest jednym z programów operacyjnych służących realizacji Narodowego Plany Rozwoju 2004-2006. Współfinansowany jest z Europejskiego Funduszu Społecznego oraz środków krajowych.